# Шумский, Ефим Григорьевич
Ефим Григорьевич Шумский (настоящее имя Хаим Гирш-Бунимович Ханин; 1896—1981) — советский учёный в области теплотехники, профессор (1929), ректор Новочеркасского политехнического института в 1934—1935 годах.
Автор свыше 60 научных работ и учебника «Общая теплотехника» (М., 1961, в соавторстве с Б. А. Богдасаровым).

## Биография
Родился в 1896 году в городе Шклове Могилёвской губернии в еврейской семье. Окончил частное реальное училище Томашевской в Орле (1915).
В 1917 году состоял в партии социал-демократических интернационалистов.
Участник Гражданской войны — военком бригады, заместитель начальника политотдела дивизии.
В 1925 году окончил Харьковский технологический институт.
- В 1930−1932 — технический директор завода «Турбинострой».
- В 1932−1933 — заведующий энергобюро и уполномоченный НКТП СССР в Берлине.
- В 1934−1935 — директор Индустриального института в Новочеркасске, одновременно заведующий кафедрой теплотехники.
- В 1935−1937 — заместитель начальника Главного управления учебными заведениями НКТП СССР.
- В 1937−1946 — заведующий кафедрой теплотехники МИХМ (в 1941−1943 филиала в Чарджоу).
- В 1943−1946 — преподавал в МАИ.
- В 1944−1979 — в МАМИ, на кафедре теплотехники (с 1967 — кафедра транспортных газотурбинных двигателей):
  - в 1946−1950 и 1954−1968 — заведующий кафедрой.[4]

Умер в 1981 году в Москве.

### Семья
- Брат — А. Г. Ханин.
- Сын — Евгений (1941—1995), актер, режиссёр.